# 黄茅尖
黄茅尖位于浙江省南部龙泉市境内，是洞宫山脉的主峰，也是浙江省第一高峰，海拔1930米，位于凤阳山 - 百山祖国家级自然保护区.，为闽江和瓯江的分水岭。这一带山岭逶迤，沟壑幽深。